# Ronel
Ronel är en kommun i departementet Tarn i regionen Occitanien i södra Frankrike. Kommunen ligger i kantonen Réalmont som tillhör arrondissementet Albi. År 2018 hade Ronel 333 invånare.

## Befolkningsutveckling
Antalet invånare i kommunen Ronel
| Referens: INSEE |